# التهاب الأمعاء ناخر
التهاب الأمعاء ناخر ويسمى أيضا التهاب معوي نخري بالمطثيات (Clostridial Necrotizing Enteritis CNE) أو البغبلة؛ هو غالبا نوع قاتل من التسمم الغذائي يسببه ذيفان بيتا للمطثية الحاطمة الذي تنتجه بكتيريا المطثية الحاطمة.